# Chanel Iman
Chanel Iman Robinson (ur. 1 grudnia 1990 w Atlancie w stanie Georgia) – amerykańska modelka, były „aniołek” Victoria’s Secret (2010-2012).

## Życiorys
Chanel dostała imię po francuskiej projektantce mody Coco Chanel. Odziedziczyła ciemny kolor skóry po ojcu, który jest Afroamerykaninem. Natomiast po matce pochodzącej z Korei Południowej odziedziczyła wschodnie rysy. W Kalifornii ukończyła Fairfax High School w Los Angeles.
3 marca 2018 poślubiła Sterlinga Sheparda – zawodnika New York Giants. Mają dwie córki Cali Clay (ur. 10 sierpnia 2018) oraz Cassie Snow (ur. 17 grudnia 2019).

## Kariera
Chanel pracuje m.in. dla agencji Ford Models w Nowym Jorku i IMG w Paryżu. Chodziła po wybiegach takich projektantów jak Dolce & Gabbana, Issey Miyake, Marc Jacobs, Valentino, Dsquared, Hermès, Michael Kors, Óscar de la Renta, Ralph Lauren, Anna Sui, Diane von Fürstenberg, Vera Wang, Jean Paul Gaultier i Stella McCartney. Brała udział w kampaniach firm Bottega Veneta, GAP, Victoria’s Secret Pink i United Colors of Benetton.
W lutym 2009 wzięła udział w sesji dla Teen Vogue. W październiku 2007 wystąpiła razem z matką w Tyra Banks Show. Od 2009 roku jest jednym z aniołków Victoria’s Secret. Pojawiała się na okładkach najbardziej prestiżowych magazynów mody, takich jak: Harper’s Bazaar, Elle, „Vogue”.